# Melchior Technologie MT135
 (septembre 2023).
Le MT 135 est un prototype de moteur Diesel à deux temps produit par Melchior Technologie, une société française en activité de 1988 à 2012.
Conçu par Jean F. Melchior (1939 - ), inventeur du procédé de suralimentation Hyperbar, utilisé par le moteur V8X1500 du char Leclerc, le MT135 peut être considéré comme son successeur spirituel.

## Contexte historique
Au début des années 1990, le TARDEC (Tank Automotive Research, Development and Engineering Center, renommer depuis United States Army CCDC Ground Vehicle Systems Center (en)) lance un appel d'offres pour le développement d'un moteur à forte densité de puissance pour le projet de véhicule blindé d'assaut amphibie AAAV (Advanced Amphibious Assault Vehicle) devant remplacer l'AAV-7A1 équipant le corps des Marines américain. Plusieurs sociétés répondent à l'appel d'offres : 
- La société allemande MTU propose une version modifiée de son moteur V12 Diesel MT883 Ka-501 appelée Ka-524, développant 2 600 ch à 3300 tr/min grâce à l'emploi suralimentation séquentielle à deux turbocompresseurs, d'un intercooler et d'un aftercooler.
- La société française Melchior Technologie propose, par l'intermédiaire de la société Diesel Propulsion[2] (en activité de 1981 à 2001)[3], son moteur deux temps MT 135. La version proposée est dite « compound », bénéficiant d’un refroidissement par l’eau de mer, ce qui aurait pu permettre de porter la puissance à 200 ch[4].
- La société britannique Rotary Power International propose son moteur à pistons rotatifs Model 5290 à cinq rotors pour une cylindrée de 29 L. Il est doté de trois turbocompresseurs et d'un aftercooler, sa puissance annoncée de 2 600 ch devait être atteinte à l'été 1996[5].

Le moteur MT135 est présenté au TARDEC en mai 1995 où il développe, lors d'une démonstration, une puissance de 1 000 ch.
Le moteur MT-883 Ka-524 fut finalement retenu pour motoriser le prototype de l'AAAV, rebaptisé Expeditionary Fighting Vehicle (EFV) en 2003 et dont le développement fut abandonné en 2011.

## Caractéristiques techniques
Le MT 135 était un moteur compact de forme cubique ayant un volume d'approximativement 1 m3, il développait entre 1 000 et 1 550 ch pour une cylindrée de 7,75 L. L’encombrement du MT135 était de 1 360 cm de large, 1 450 cm de haut et 1 015 cm de profondeur. Il possédait une suralimentation par compresseurs à trois étages entraînés par le vilebrequin avec intercooler. La pression à l'admission d'air est de 1,5 à 2 MPa tandis que la pression à l'allumage est de 30 MPa, soit presque le double d'un moteur Diesel de l'époque. Il avait la particularité d'avoir des soupapes-champignons montées perpendiculairement les unes aux autres pour améliorer le balayage. Un arbre à cames à calage variable permettait de faire varier le taux de compression. Le MT 135 a été testé sur banc d'essai jusqu'à une puissance de 1 550 ch.
Il était prévu d'installer des soupapes de deuxième génération, d'augmenter l'alésage des cylindres 160 mm et de monter une suralimentation par turbocompresseur ; cette dernière modification aurait permis d'augmenter sa puissance de 500 ch.

## Advanced Integrated Power System
L’AIPS, un programme américain lancé par le TACOM en 1983 pour remplacer la turbine AGT1500 du char M1 Abrams, engendra une étude de groupe motopropulseur très compact avec une architecture en U qui associe le MT135 à des éléments de la boite mécanique ESM-500 de SESM. Le GMP ainsi élaboré avait une puissance estimée à 1500 ch avec cinq vitesses avant et deux vitesses en marche arrière. Son encombrement aurait été de 1 900 cm de large, 1 150 cm de haut et 1 100 cm de profondeur.